# Póvoa de Santarém
Póvoa de Santarém is een plaats (freguesia) in de Portugese gemeente Santarém en telt 641 inwoners (2001).